# SN 2001eg
SN 2001eg – supernowa typu Ia odkryta 29 sierpnia 2001 roku w galaktyce UGC 3885. W momencie odkrycia miała maksymalną jasność 17,80m.